# L'Aventure de minuit
Pour plus de détails, voir Fiche technique et Distribution.
L'Aventure de minuit (It's Love I'm After) est un film américain en noir et blanc réalisé par Archie Mayo, sorti en 1937.

## Synopsis
Un couple, qui a déjà reporté son mariage onze fois, continue de planifier les préparatifs pour leur mariage...

## Fiche technique
- Titre : L'Aventure de minuit
- Titre original : It's Love I'm After
- Réalisation : Archie Mayo
- Scénario : Casey Robinson d'après l'histoire Gentlemen After Midnight de Maurice Hanline
- Production : Hal B. Wallis et Harry Joe Brown (non crédités)
- Société de production : Warner Bros. Pictures
- Photographie : James Van Trees
- Musique : Heinz Roemheld
- Direction artistique : Carl Jules Weyl
- Costumes : Orry-Kelly
- Montage : Owen Marks
- Pays d'origine : États-Unis
- Format : noir et blanc - 35 mm - 1,37:1 - Son : mono
- Genre : comédie
- Durée : 90 min
- Dates de sortie :
  - États-Unis : 11 novembre 1937 (New York)
  - États-Unis : 20 novembre 1937 (sortie nationale)
  - France : 1er décembre 1937

## Distribution
- Leslie Howard : Basil Underwood
- Bette Davis : Joyce Arden
- Olivia de Havilland : Marcia West
- Eric Blore : Digges
- Patric Knowles : Henry Grant Jr.
- George Barbier : William West
- Spring Byington : Tante Ella Paisley
- Bonita Granville : Gracie Kane
- Georgia Caine : Mme Kane
- Veda Ann Borg : Elsie
- E.E. Clive : Premier majordome
- Valérie Bergère : Madeleine
- Sarah Edwards : Mme Hinkle
- Thomas Pogue : M. Hinkle
- Grace Fields : Mme Babson
- Lionel Belmore (non crédité) : Frère Lawrence